# Сыйтме
Сы́йтме (эст. Sõitme) — деревня на севере Эстонии в волости Куусалу, уезд Харьюмаа. 

## География и описание
Расположена в 32 километрах к востоку от Таллина. Расстояние до волостного центра посёлка Куусалу — 3 км. Высота над уровнем моря — 41 метр. По территории деревни протекает река Лоо. 
Климат умеренный. Официальный язык — эстонский. Почтовый индекс — 74623.

## Население
По данным переписи населения 2021 года, в Сыйтме проживали 133 человека, из них 129 (97,0 %) — эстонцы.
Численность населения деревни Сыйтме по данным переписей населения:
| Год  | 1959 | 1970 | 1979  | 1989 | 2000 | 2011 | 2021  |
| ---- | ---- | ---- | ----- | ---- | ---- | ---- | ----- |
| Чел. | 73   | ↗ 74 | ↗ 128 | ↘ 66 | ↘ 60 | ↗ 93 | ↗ 133 |

## История
Впервые упоминается в 1693 году (Sotmeggi, Söttmeggi). В русских источниках 1909 года упоминается как деревня Сойтмае, 1903 года — как село Сейтме.
В 1977—1997 годах в состав Сыйтме входила деревня Купу, в народе Вяйке-Сыйтме (эст. Väike-Sõitme, с эст. Малая Сыйтме). Современную деревню Сыйтме ранее также называли Суур-Сыйтме (эст. Suur-Sõitme, с эст. Большая Сыйтме) и Тага-Сыйтме (эст. Taga-Sõitme, с эст. Задняя Сыйтме).

## Инфраструктура
В деревне работают гостевой дом «Лаугу» (эст. Laugu külalistemaja) и центр отдыха и ловли форели «Йыэкяэру» (эст. Jõekääru Forellipüük ja Puhkekeskus). Близость к посёлку Куусалу даёт возможность жителям деревни пользоваться всеми услугами, предоставляемыми в волостном центре.